# 文訥戈瑟河
51°44′49″N 8°21′57″E / 51.74694°N 8.36583°E

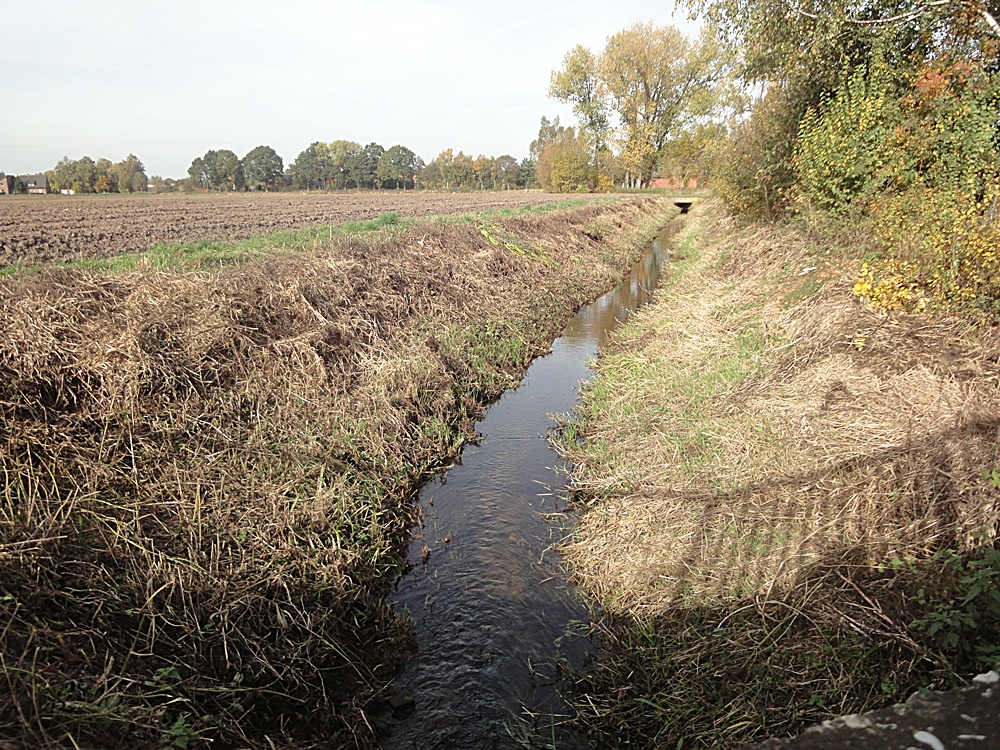

文訥戈瑟河（德語：Vennegosse），是德國的河流，位於該國西部，處於北萊茵-威斯特法倫州，屬於施瓦茨格拉本河的左支流，河道全長7.2公里，發源自代爾布呂克。